# ریچارد فلپس
ریچارد فلپس (انگلیسی: Richard Phelps؛ زادهٔ ۱۹ آوریل ۱۹۶۱) ورزشکار دو و میدانی اهل بریتانیا است.
وی در مسابقات کشوری و بین‌المللی در مجموع برندهٔ ۱ مدال برنز شده‌است.